# Balta (Ucraina)
Balta (in ucraino Балта?) è una città ucraina (17 854 abitanti) nel distretto di Podil's'k, nell'oblast' di Odessa. Ospita l'amministrazione della comunità territoriale di Balta, una delle comunità territoriali dell'Ucraina.
Fino al 18 luglio 2020 Balta costituiva una città di rilevanza regionale e fungeva da centro amministrativo del distretto di Balta, sebbene non appartenesse al distretto. Come parte della riforma amministrativa dell'Ucraina, che ridusse a sette il numero di distretti dell'Oblast' di Odessa, la città fu integrata nel distretto di Podil's'k.
Situata nella regione storica della Podolia, fu capoluogo della Repubblica Socialista Sovietica Autonoma Moldava dal 1924 al 1940.

## Geografia
La città è situata nella parte sud-occidentale del paese a pochi chilometri dal confine con la Transnistria e la Moldavia. È bagnata dal fiume Kodyma, affluente di destra del Bug Orientale.